# Biscutella raphanifolia
Biscutella raphanifolia là một loài thực vật có hoa trong họ Cải. Loài này được Poir. mô tả khoa học đầu tiên năm 1789.